# Бусыгина, Мария Анатольевна
Бусыгина, Мария Анатольевна (род. 1983) — белорусская спортсменка, выступавшая в сольных композициях кикбоксинга. Многократная чемпионка Европы и мира. Мастер спорта международного класса.

## Спортивная карьера
С 4 лет занималась художественной гимнастикой. В 11 лет мама привела Машу в клуб «Кик Файтер» на сольные композиции кикбоксинга в группу к заслуженному тренеру РБ Евгению Добротворскому. Первое оружие, которое Маша освоила стали парные нунтяку. Затем парные КАМЫ и позже БО. В мягком стиле выступала по школе Змеи и Богомола. Уже через два года занятий в 1996 году она завоевала две золотые медали в Первенстве Европы среди юниоров в жестком стиле с оружием и без оружия. В 1997 году с новыми композициями она выступила на Первенстве мира сразу во всех четырёх видах программы и завоевала одну золотую, одну серебряную и две бронзовые медали. Самым звёздным для неё стал 1998 год: три золотые медали на Всемирных юношеских играх проходивших в Москве под эгидой МОК; три золота на Кубке мира WAKO в Венгрии; три золота и абсолютная победа на Кубке мира ISKA в Австралии; два золота и серебро на Чемпионате Европы в Киеве, и всё это среди взрослых в свои 15 лет! В 1999 году Маша завоёвывает две золотые медали на Кубке мира в Австралии и блестяще выступает на Кубке мира 2000 завоевав золото в трёх разделах программы и вновь став абсолютной чемпионкой в разделе Grand Champion. Кроме выступлений в разделе сольные композиции Мария являлась неоднократной победительницей Чемпионатов РБ по тайскому боксу в весовой категории 45 кг. В настоящий момент Мария Бусыгина завершила спортивную карьеру. Закончила Республиканское училище олимпийского резерва, ИППК при БГУФК и Академию МВД. Замужем, имеет сына и дочь.

## Спортивные достижения
Кикбоксинг, сольные композиции.
- 1996 Первенство Европы WAKO (Италия)  стиль с оружием
- 1996 Первенство Европы WAKO (Италия)  жесткий стиль
- 1997 Первенство мира  мягкий стиль с оружием
- 1997 Первенство мира  мягкий стиль
- 1997 Первенство мира  жесткий стиль с оружием
- 1997 Первенство мира  жесткий стиль
- 1998 Первенство Европы WAKO  жесткий стиль
- 1998 Первенство Европы WAKO  стиль с оружием
- 1998 Чемпионат мира  стиль с оружием
- 1998 Первенство мира  жесткий стиль с оружием
- 1998 Первенство мира  мягкий стиль
- 1998 Первенство мира  мягкий стиль с оружием
- 1998 Чемпионат Европы WAKO (Украина)  жесткий стиль
- 1998 Чемпионат Европы WAKO (Украина)  жесткий стиль с оружием
- 1998 Чемпионат Европы WAKO (Украина)  мягкий стиль с оружием
- 1998 Кубок мира ISKA (Gold Coast, Австралия)  стиль с оружием
- 1998 Кубок мира ISKA (Gold Coast, Австралия)  мягкий стиль
- 1998 Кубок мира ISKA (Gold Coast, Австралия)  жесткий стиль
- 1998 Кубок мира ISKA (Gold Coast, Австралия)  Абсолютный чемпион
- 1998 Кубок мира WAKO (Дебрецен, Венгрия)  мягкий стиль
- 1998 Кубок мира WAKO (Дебрецен, Венгрия)  жесткий стиль
- 1998 Кубок мира WAKO (Дебрецен, Венгрия)  стиль с оружием
- 1998 Всемирные игры под эгидой НОК (Москва)  жесткий стиль
- 1998 Всемирные игры под эгидой НОК (Москва)  мягкий стиль
- 1998 Всемирные игры под эгидой НОК (Москва)  жесткий стиль с оружием
- 1999 Кубок мира ISKA (Австралия)  мягкий стиль с оружием
- 1999 Кубок мира ISKA (Австралия)  жесткий стиль с оружием
- 1999 Кубок мира ISKA (Австралия)  мягкий стиль
- 2000 Кубок мира ISKA (Gold Coast, Австралия)  стиль с оружием
- 2000 Кубок мира ISKA (Gold Coast, Австралия)  мягкий стиль
- 2000 Кубок мира ISKA (Gold Coast, Австралия)  жесткий стиль
- 2000 Кубок мира ISKA (Gold Coast, Австралия)  Абсолютный чемпион
- 2002 Кубок мира (Италия)  жесткий стиль